# Paweł Szałamacha

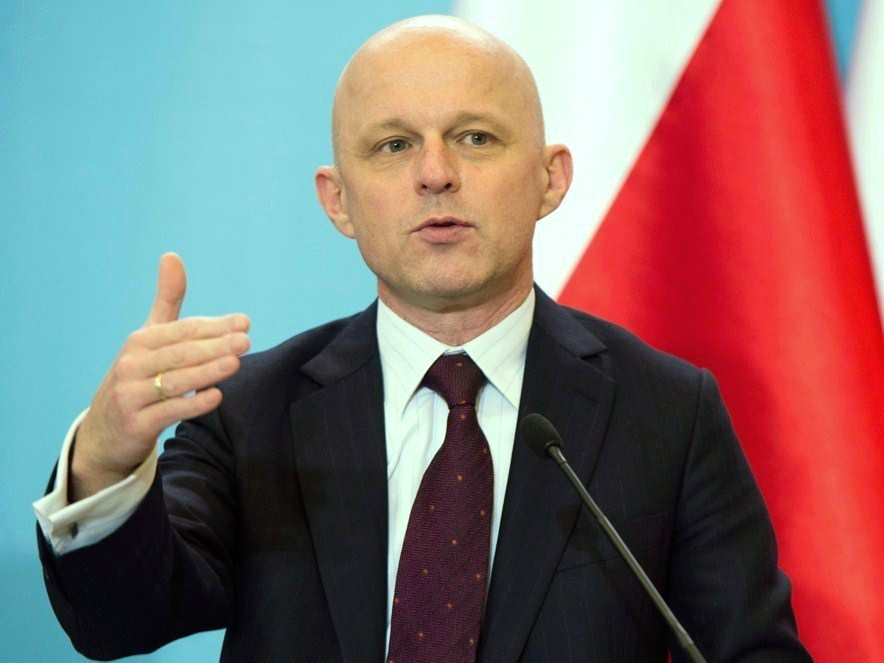
Paweł Szałamacha (2016)

Paweł Włodzimierz Szałamacha (* 24. Januar 1969 in Gorzów Wielkopolski) ist ein polnischer Politiker und Jurist. Von 2015 bis 2016 war er Finanzminister im Kabinett Szydło.

## Leben
Szałamacha beendete ein Studium an der Fakultät für Recht und Verwaltung an der Adam-Mickiewicz-Universität Posen und dem College of Europe. Außerdem studierte er Public Management an der Harvard Kennedy School und erreichte den akademischen Grad Master of Public Administration.
Von 1994 bis 2004 arbeitete er in der Kanzlei Clifford Chance in Warschau. Er nahm an Beratergruppen bezüglich Privatisierungen teil. 1998 erhielt er in der Rechtsberaterkammer Posen die Zulassung zum Rechtsberater.
Er ist Autor mehrerer Publikationen aus dem Bereich des Rechts und der Wirtschaftswissenschaft. Er veröffentlichte in Zeitungen, wie Międzynarodowy Przegląd Polityczny, Rzeczpospolita, Najwyższy Czas! oder Gazeta Polska. Verfasser des Buches IV Rzeczpospolita – pierwsza odsłona (IV. Republik – erster Auftritt).
Mehrere Jahre lang war Szałamacha Experte im Adam-Smith-Zentrum, einer wirtschaftsliberalen Denkfabrik. Er ist Mitbegründer des Sobieski Instituts und bekleidete dort Leitungspositionen.
Er war in der Union für Realpolitik aktiv. Zwischen 2005 und 2007 arbeitete Szałamacha im Schatzministerium, zuerst als Unterstaatssekretär und dann als Staatssekretär. 2010 wurde er vom damaligen Präsidenten Lech Kaczyński in den Nationalen Entwicklungsrat (polnisch Narodowa Rada Rozwoju) berufen. Auf der Wahlliste der PiS-Partei kandidierend, errang er für die VII. Wahlperiode bei der Parlamentswahl 2011 als Parteiloser mit 12.009 Wählerstimmen ein Abgeordnetenmandat. Anlässlich der Parlamentswahl 2015 bemühte er sich erfolglos um eine Wiederwahl im Wahlkreis Posen. Am 16. November 2015 wurde er zum Finanzminister im Kabinett Szydło ernannt und schied am 28. September 2016 aus dem Amt. Im Oktober 2016 wurde er zum Vorstandsmitglied in der polnischen Zentralbank NBP berufen.

## Auszeichnung
Im Jahr 2006 wurde Szałamacha mit dem Ordine della Stella della Solidarietà Italiana (Kommandeur) ausgezeichnet.